# Flykapring
Flykapring er en ulovlig handling og går ud på, at styringen af et fly bliver taget fra flyets oprindelige pilot og i stedet overrakt en anden, eller at piloten (evt. ved tvang) selv flyver. I begge tilfælde er formålet at lade flyet komme et andet sted hen end oprindelig planlagt.

## Formål
Formålet med kapringen kan være at bringe kapreren til et sted, vedkommende ikke ville kunne komme til på legal vis, for eksempel hvis vedkommendes land forbyder udrejse. Alternativt kan der være tale om at kræve løsepenge for fly og ombordværende personer og gods. Formålet med kapringen kan også være at få frigivet fængslede kammerater. Endelig kan målet af forskellige grunde også være at styre det ind i noget, som det var tilfældet ved en af de mest kendte flykapringer, der blev begået den 11. september 2001 i New York i USA, hvor to kaprede fly kolliderede med World Trade Center.